# بوشيني ثلاثي الحلقات
بوشيني ثلاثي الحلقات (الاسم العلمي: Puccinia triannulata) هو نوع من الفطريات يتبع جنس البوشيني من فصيلة البوشينية.